# Kallima joloensis
Kallima joloensis är en fjärilsart som beskrevs av Hans Fruhstorfer 1898. Kallima joloensis ingår i släktet Kallima och familjen praktfjärilar. Inga underarter finns listade i Catalogue of Life.